# Govert van Tets
Govert Ocker Joris (Govert) van Tets, heer van Neder-Slingelandt (Zeist, 11 september 1924 – Den Haag, 10 september 2018) was een Nederlandse politicus namens de VVD. Van 1977 tot 1987 zat Van Tets in de Eerste Kamer en was hij woordvoerder sociale zaken en financiën. Daarnaast was hij vanaf 1957 tot aan zijn pensioen algemeen directeur van het pensioenfonds "Progress" van Unilever.
Van Tets overleed in 2018, één dag voor zijn 94e verjaardag.

## Hoofdfuncties
- Administrateur ministerie van Financiën, van 1949 tot 1952
- Medewerker Nederlandse Vertegenwoordiging bij OESO en NAVO te Parijs, van 1951 tot 1954
- Eerste secretaris Nederlandse Ambassade te Londen, van 1954 tot 1957
- Algemeen-directeur Stichting Unilever Pensioenfonds "Progress", van 1959 tot 1986
- Lid Rijnmondraad, van 14 september 1965 tot 22 september 1970
- Lid Provinciale Staten van Zuid-Holland, van 5 juni 1974 tot 7 juni 1978
- Lid Eerste Kamer der Staten-Generaal, van 20 september 1977 tot 23 juni 1987

## Familie
Van Tets was een telg uit de adellijke tak van het geslacht Van Tets en een zoon van jhr. Gerard Frederik van Tets, heer van Goidschalxoord en Neder-Slingelandt (1875-1968), lid van de gemeenteraad en wethouder van Zeist, en diens tweede echtgenote jkvr. Constante Hooft (1890-1970). Hij trouwde in 1953, uit welk huwelijk een dochter en een zoon werden geboren. Zijn zoon werd in 1989 in opvolging van zijn vader en grootvader heer van Neder-Slingelandt.
- Parlement.com: vg09llidckca